# کاتیج اسپرینگز (کالیفرنیا)
کاتیج اسپرینگز (به انگلیسی: Cottage Springs) یک منطقهٔ مسکونی در ایالات متحده آمریکا است که در شهرستان کالاوراس، کالیفرنیا واقع شده‌است. کاتیج اسپرینگز ۱٬۷۷۶ متر بالاتر از سطح دریا واقع شده‌است.